# Álvaro Fernandes
Álvaro Fernandes, também referido como António Fernandes (século XV), foi um explorador e navegador português. Foi o primeiro europeu a chegar à costa da Guiné-Bissau, em 1446.

## Biografia
Era sobrinho de João Gonçalves Zarco, que havia chegado ao arquipélago da Madeira ao serviço do Infante D. Henrique, tendo-se tornado mais tarde governador. Foi criado na casa do Infante D. Henrique e, ainda jovem, teve um papel importante na descoberta da Guiné. Quando a expedição partiu em 1445 em direção à África Ocidental o seu tio confiou-lhe uma caravela em muito bom estado, sob ordem de devotar-se à descoberta.
Como pioneiro, Fernandes ultrapassou todos os servidores do Infante, seus contemporâneos. Após visitar a foz do rio Senegal, dobrando o Cabo Verde e parando em Goree, continuou até ao Cabo dos Mastros, algures entre o Cabo Verde e o rio Gâmbia, o ponto mais meridional até então alcançado. Em 1446 regressou, e avançou muito mais ao longo da costa, até uma baía a 110 léguas a SSE de Cabo Verde, talvez na vizinhança de Conacri e das Ilhas de Los, um pouco aquém da Serra Leoa. Este recorde não seria quebrado até 1461, ano em que foi avistada e batizada a Serra Leoa. Um ferimento, causado por uma seta envenenada, obrigou Fernandes a regressar a Portugal, onde foi recebido com honras e recompensas pelo Infante D. Henrique e por D. Pedro regente do reino e irmão de D. Henrique.